# Кайо Росаріо
Кайо Росаріо (ісп. Cayo Rosario) — безлюдний рифовий острів у Карибському морі, є володінням Белізу, складова частина округу Коросаль.

## Географія
Кайо Росаріо знаходиться в Карибському морі.., неподалік узбережжя Белізу, країни Латинської Америки. Адміністративно приналежний до округу Коросаль, він територіально ближчий до найбільшого острова країни — Емберґріс (Ambergris Caye), всього 2,5 км, на захід від нього. Острів відділений від основних вод Карибського моря Белізьким бар'єрним рифом.

## Флора і фауна
Через незначну свою висоту та розміри, острів піддається значному впливу тропічних вітрів-пасатів й морських хвиль, які «відполіровують» його в кам'янисту глибу, час від часу знищуючи тамтешнє біорізноманіття, але тропічний мікроклімат знову поновлює все, що притаманне тропічному рифу. На острові живуть кілька видів малих ящірок, гніздяться птахи, в морі водиться велика кількість видів риби.